# Hauteur libre sous ouvrages
En navigation, et particulièrement en navigation fluviale, la hauteur libre sous ouvrages (voûtes et ponts) détermine le tirant d'air des bateaux admis à circuler sur la voie concernée. Elle se mesure depuis la surface de l'eau jusqu'à la clé de voûte, et peut prendre en compte les points situés à l'aplomb des banquettes de halage sous le pont ou la voûte.